# Polinik (mitologia)
Polinik (także Polinejkes; gr. Пολυνείκης Polyneíkēs, łac. Polynaeces, „wielce kłótliwy”) – w mitologii greckiej królewicz tebański, uczestnik wyprawy siedmiu przeciw Tebom.
Uchodził za syna Edypa i Jokasty. Prowadził z bratem Eteoklesem spór o tron miasta Teb. Wygnany przez Eteoklesa z miasta, udał się na dwór króla Argos i ożenił się z jego córką Argeją. Po namówieniu króla powrócił zbrojnie do Teb, próbując szturmem zdobyć miasto. Zginął w pojedynku z bratem.
Pochowany przez Antygonę wbrew zakazowi Kreona.